# Tranvías en Puerto Rico
Los tranvías en Puerto Rico comienzan con tracción animal en Mayagüez en 1875. En 1879 la línea de tranvía San Juan-Río Piedras, así como la de Ponce empiezan a funcionar con tracción de vapor y en 1901 y 1902 respectivamente funcionan las primeras líneas electrificadas. En 1883 abrió la Línea Férrea del Oeste de trocha métrica, que conectaba Cataño y Bayamón.   La primera línea de San Juan y Cataño usaban coches de pasajeros y carga que eran remolcados por pequeñas locomotoras de vapor, corrieron por caminos y eran llamados tranvías, pero debiesen ser llamados ferrocarriles urbanos. San Juan nunca tuvo tranvías a tracción animal en sus calles.

## Tranvía de Mayagüez
El Tranvía de Mayagüez comenzó a ofrecer servicios en el 1872 y consistía de coches tirados por caballos, la línea comunicaba el Pueblo con la Playa a través de la Calle Méndez Vigo. Madrid y Barcelona, en España, inauguraron sus líneas de tranvía en 1871 y parece probable que Mayagüez tuviera el mismo material rodante anglosajón.
Fue propuesto originalmente por José A. González y Echevarría en 1870 bajo la compañía del Ferrocarril Urbano de la Villa de Mayagüez,  con la línea que se construyó entre 1872 y 1875.
El sistema se detuvo en 1887 después que la empresa fue incapaz de obtener ciertos permisos, pero fue revivido en 1893 tras una propuesta presentada por la empresa Sociedad Anónima Tranvía de Mayagüez y las operaciones se reanudaron en 1895.
Duró hasta 1912, cuando la Sociedad Anónima Tranvía de Mayagüez dejó de funcionar y fue reemplazado por la Compañía de Tranvía de Mayagüez en 1913. El tercer operador del sistema implantando coches  de tracción eléctrica nuevos y más grandes, aunque el servicio se limita ahora a partir de la Playa sector directamente al barrio de Balboa. Se mantuvo activo durante 13 años, pero después de un gran terremoto que golpeó Mayagüez en 1918, junto con la reciente llegada del automóvil, fue cerrada definitivamente en 1926.

## Tranvía de Ponce

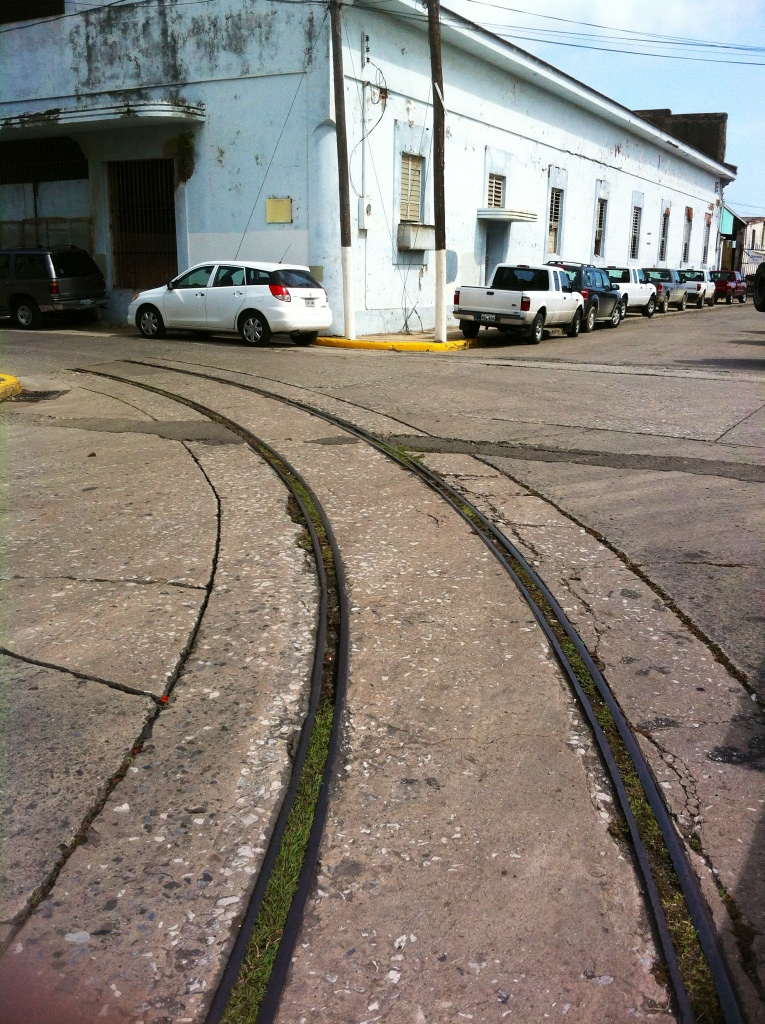
Vías del antiguo tranvía eléctrico en Avenida Hostos (antes Calle Mayor) esquina Calle Bonaire (antes Calle Comercio) en Playa, Ponce.

La ciudad de Ponce fue un centro de progreso en Puerto Rico durante la primera década del siglo XX. Por la Calle Mayor (hoy Calle Salud y la Avenida Hostos) atravesaba del casco urbano y se dirigía a la importante zona portuaria, por donde discurría la línea de tranvía de vapor con dirección a Playa. La concesión fue otorgada por Real Orden el 27 de marzo de 1878 como la Sociedad del Tranvía de Ponce.  Se inauguró el 17 de junio de 1880 por iniciativa de Juan Nepomuceno Torruella.
El material rodante del tranvía consistía de 4 locomotoras de vapor de 6 toneladas cada una y cuatro coches.
Fue construido por la  Hughes Locomotive & Tramway Engine Works (Falcon Works) de Loughborough, Inglaterra, fundada por Henry Hughes.
El tranvía daba servicio de pasajeros y carga.  Cubría una distancia de cuatro kilómetros. 
La línea iba desde la estación en la Calle Guadalupe por la Calle Atocha, Calle Marina y Avenida Hostos a Calle Comercio en Playa, casi una línea recta, sin girar. Pero el ferrocarril fue construido mal, el mantenimiento era flojo y descuidado, Torruellas descuido los pagos a las multas impuestas. El Gobierno español retiró la concesión el 18 de abril de 1883 y cerró la línea.
El desarrollo del segundo tranvía de Ponce, más conocido como el tranvía eléctrico, comenzó a transportar pasajeros el 28 de abril de 1902, un año y cuatro meses después de la inauguración del primer tranvía eléctrico de la isla en San Juan. La línea duplica la vía del antiguo tranvía de vapor, pero además los coches eléctricos siguieron un gran circuito en sentido contra reloj en la ciudad y corrió hacia el este por la Calle Comercio en el puerto. La cochera de los tranvías eléctricos fue en Avenida Hostos a una corta distancia al sur de la Avenida Las Américas de hoy. (La estructura sigue en pie hoy en día.) El ancho de vía fue de 1000 mm, la misma que utilizó la línea de vapor anterior y la  American Railroad, con el que Ponce Railway & Light Co. (PR&L) compartió las vías en la zona del puerto.
El 3 de enero de 1914, el tranvía se extiende desde el distrito Playa al Puerto de Ponce en el Mar Caribe.
La funcionamiento continuó normalmente a través de la década de 1920, pero la competencia con omnibuses aumentó y el 9 de diciembre de 1927 Ponce Railway & Light Company presentó una petición ante la Comisión de Administración Pública para el abandono de la línea. Los coches semi-abiertos Brill de 25 años de edad, llevaron sus últimos pasajeros en la víspera de Navidad del 24 de diciembre de 1927. Fue uno de los primeros cierres de un tranvía eléctrico en el hemisferio.  Ponce Electric Company fue absorbida por la Puerto Rico Electric Power Authority (PREPA) en 1937.

## Tranvía de Cataño
La línea Bayamón – Cataño de 7 km (4 millas) de longitud abrió en 1883. La concesión la obtuvo en 1881 Ramón Valdés, y aunque las fuentes consultadas contienen poca información sobre este ferrocarril, su escasa extensión permite tomar esta fecha como referencia del año de inauguración.  La razón de ser de la línea fue sacar al mar la producción azucarera de Bayamón y conectar la capital con este importante núcleo económico y poblacional, lo que justifica la concesión que en 1808 le hizo el Consejo Ejecutivo de Puerto Rico para explotar una línea de ferries en la Bahía de San Juan. Desconocemos si hubo cambios en la propiedad, pero en 1925 la administración de la línea estaba en manos de la Bull Insular Line Co. Aunque tampoco se ha podido determinar la fecha en que fue cerrada al tráfico, en 1937 se tiene la última referencia estadística sobre la misma.  Esta línea era operada por la Compañía Férrea del Oeste y usaba trocha métrica.

## Tranvía de San Juan

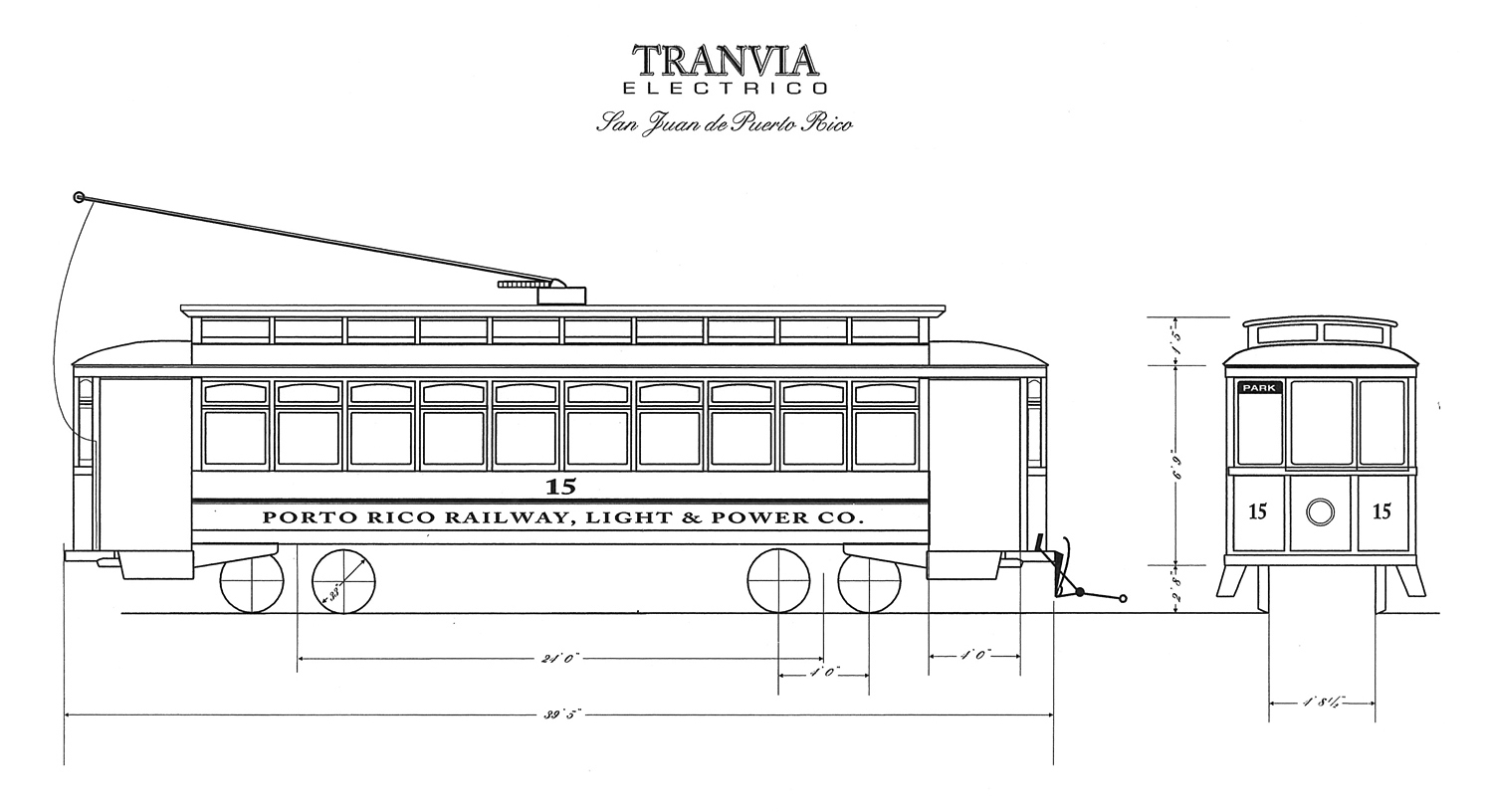
Diagrama de un tranvía de la Porto Rico Railway, Light and Power Company [P.R.R.L.& P.C.] (circa 1907)

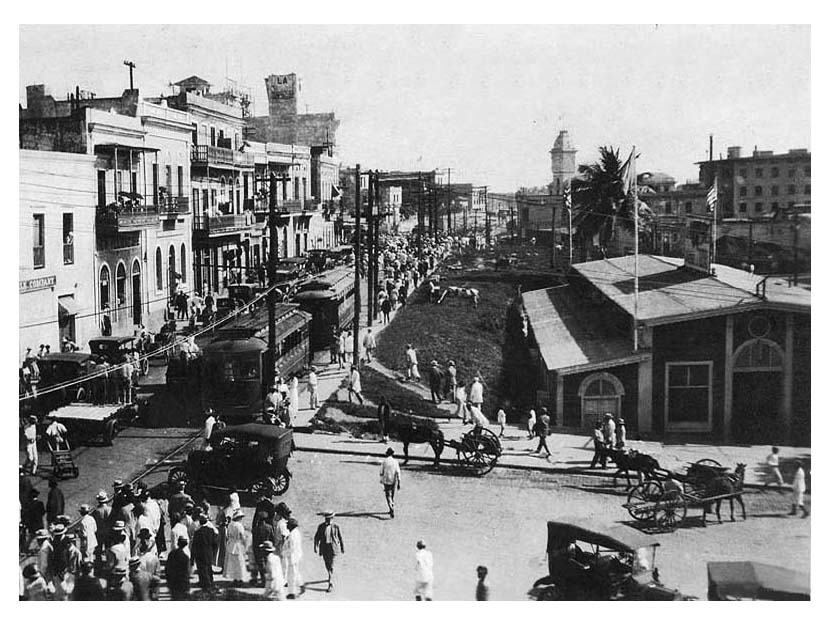
Cochera del Tranvía de San Juan en el Viejo San Juan, hoy estacionamiento multipiso Doña Fela.

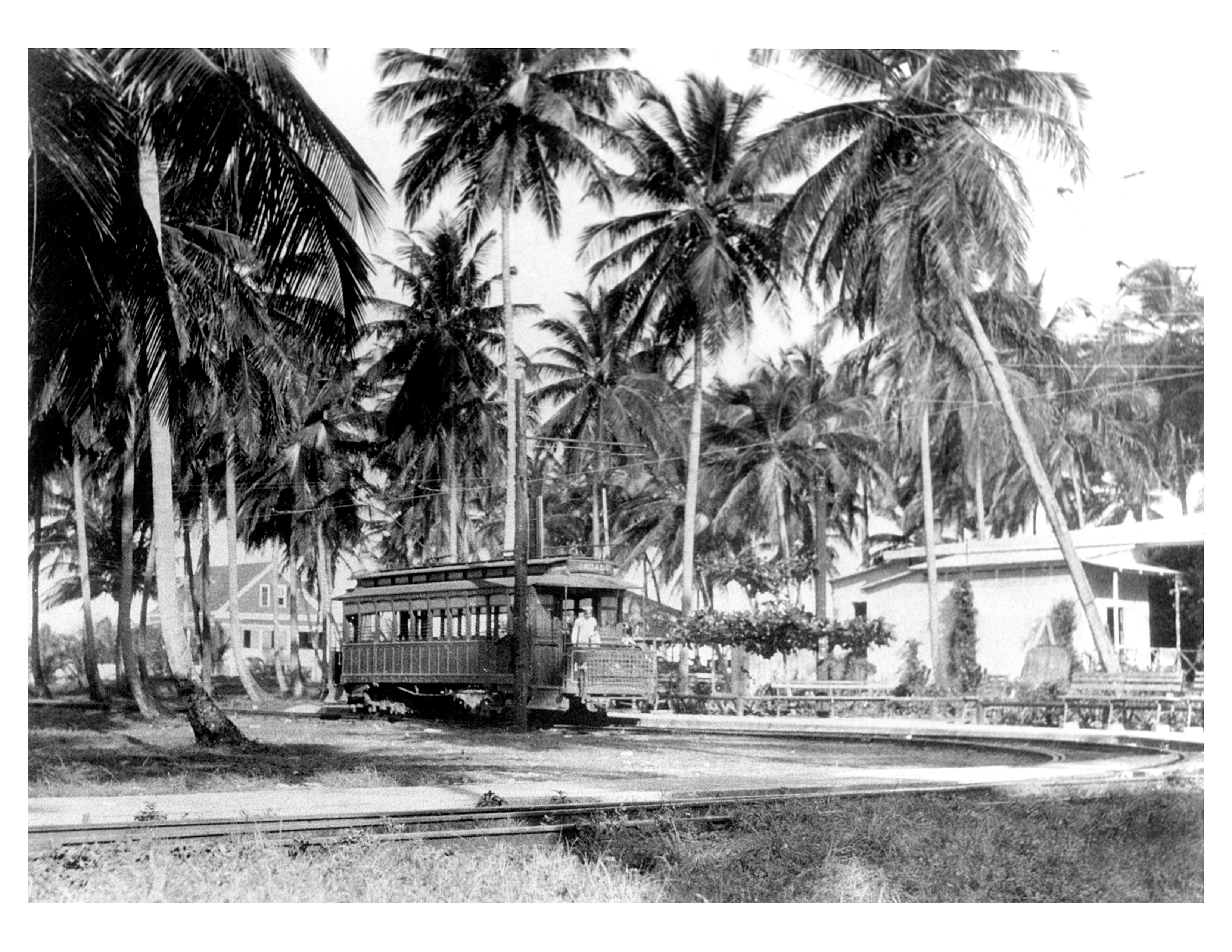
Tranvía de San Juan por Parque Borínquen, a lo largo del Océano Atlántico, hoy en día, entrada a Ocean Park.

En 1878, el ingeniero-empresario Pablo Ubarri Capetillo, hombre de gran influencia política, alcalde del barrio de Cangrejos, hoy día Santurce, se le concedió un permiso para construir y operar una línea de tranvías de vapor de 7 millas (11.3 km) de distancia entre la ciudad capital y el pueblo de Río Piedras por la avenida Ponce de León. Este sistema interurbano conocido como el «Tranvía de la Capital»,  fue el comienzo de la colonización del exterior de la ciudad amurallada de San Juan.
El 1 de enero de 1901, el San Juan Light and Transit Company, registrada en Canadá, reemplazo el tranvía de vapor por un nuevo sistema de tranvías eléctricos por la misma ruta del tranvía de vapor, las vías fueron remplazadas por unas de trocha estándar. Las paradas a lo largo de la avenida estaban numeradas, a partir del 1 en el Viejo San Juan a 40 en Río Piedras. Las paradas numéricas llegaron a ser tan identificadas con las ubicaciones que algunos mapas de calles aún las muestran y se siguen usando cotidianamente. En 1911 Porto Rico Railway, Light and Power Company construye una nueva línea pasando por el Puente Dos Hermanos y Condado en Santurce.
Localmente conocido como el Trolley de San Juan o San Juan Trolley en inglés, durante su apogeo, fue el sistema de tranvía eléctrico más moderno de Puerto Rico, compitiendo con Nueva York y Toronto, los coches de Perley A. Thomas Car Works tenían características tales como carrocerías de techo en arco de acero, ventilación mejorada, capacidad de hasta 65 pasajeros sentados y apertura y cierre neumático de puertas delanteras y centrales, con más de 14,5 millas (23,3 km) de vías y 36 coches de pasajeros, transportó cerca de 10 millones de pasajeros al año. Un viaje costaba diez centavos.
El acontecimiento de la Segunda Guerra Mundial, la creación de la línea de ómnibus San Juan-Santurce, la línea de autobuses White Star Bus Line  y los huracanes San Felipe (1928) y San Ciprián en 1932 causaron graves daños a este querido sistema de transporte. A partir de esta fecha solo la línea de Santurce al Viejo San Juan siguió en operaciones con seis coches Perley Thomas y cinco coches reconstruidos. El 20 de julio de 1942 la compañía tranviaria fue nacionalizada y pasó a ser una filial de la Puerto Rico Water Resourses Authority (Autoridad de Fuentes Fluviales).  El último tranvía en San Juan (y en Puerto Rico), acusado falsamente de obstaculizar el tránsito, funcionó la noche del lunes 30 de septiembre de 1946.

### Ramales eléctricos
- Ramal 1 - Plaza de Armas, Viejo San Juan - Parada número 1 — Río Piedras - Parada número 40 (1901)
- Ramal 2 - Parada 23 — Parque Borínquen  (1903)
- Ramal 3 - Plaza de Armas, Viejo San Juan — Puente Dos Hermanos — Parque Borínquen  (1911)

### Cronología del Tranvía de San Juan
- 1880 - Tranvía de Ubarri - Tranvía con locomotora a vapor con trocha de 750 mm (29,5”) - Viejo San Juan por la Avenida Ponce de León hasta Río Piedras, el terminal fue ubicado a un lado de la recién abierta Puerta de España, hoy día estacionamiento Doña Fela.

- 1901 - San Juan Light & Transit Co. - El Tranvía eléctrico inaugurado 1 de enero de 1901, apenas 22 años del primer tranvía eléctrico puesto en servicio por Werner von Siemens en Berlín en 1879,[12] el sistema fue retrochado a trocha estándar (1435 mm) y discurría por el mismo trayecto de la Avenida Ponce de León hasta Río Piedras excepto que en el Viejo San Juan serpenteaban a través de la Calle Recinto Sur, Calle San Justo, Calle Tetuán, Calle San José, Plaza de Armas, Calle San Francisco y Plaza Colón. Se ordenaron 17 tranvías eléctricos de pasajeros de doble bogie, bidireccionales, desde los Estados Unidos: diez coches de la American Car Co., de St. Louis, y siete de la John Stephenson Company, de Nueva York.

- 1903 - San Juan Light & Transit Co.  construyó un ramal desde la parada 23, hacia el norte (por la avenida Del Parque) hasta en aquel entonces el Parque Borinquen junto al Océano Atlántico,  hoy día entrada a Ocean Park.

- 1906 - El año 1906 la San Juan Light & Transit Co. fue absorbida por una nueva compañía canadiense, la Porto Rico Railways Co., que formó una filial, la Porto Rico Railway, Light & Power Co..

- 1907 -  La Porto Rico Railways Co. formó otra filial, la Caguas Tramway, para construir una extensión de 28 km (17 millas) de su línea eléctrica desde Río Piedras hasta Caguas. Este proyecto nunca se realizó, En cambio, se decidió extender el ferrocarril a vapor de trocha métrica hasta Caguas desde Río Piedras.

- 1910 -  La Porto Rico Railway, Light & Power Co. ordena 10 coches semi-abiertos de J. G. Brill de Filadelfia.

- 1911 -  La Porto Rico Railway, Light & Power Co. construyó una nueva línea en Condado, la que conectaba con la línea Parque y formaba un gran circuito, La vía era de tipo simple, pero tenía desvíos en cada extremo del circuito de manera que los tranvías pudieran cruzar entre ellos en ambas direcciones.

- 1926 - La Porto Rico Railway, Light & Power Co. ordena seis nuevos modernos tranvías de acero a Perley A. Thomas Car Works,  con capacidad para 65 pasajeros sentados y puertas centrales para abordar el coche por ambos lados de las calles.

- 1928 - El 13 de septiembre de 1928, San Juan fue devastado por el Huracán categoría 5 San Felipe,  la línea de tranvías y el depósito de Río Piedras fueron demasiado dañados para repararlos y fueron abandonados. Comenzaron a correr autobuses por la Avenida Ponce de León hasta Río Piedras. Los nuevos coches Perley Thomas habían sido salvados, pero muchas otras unidades se perdieron. A partir de esta fecha solo la línea de Santurce al Viejo San Juan siguió en operaciones con seis coches Perley Thomas y cinco coches reconstruidos.

- 1942 - El 20 de julio de 1942 la compañía tranviaria fue nacionalizada y pasó a ser una filial de la Puerto Rico Water Resourses Authority (Autoridad de Fuentes Fluviales).

- 1946 -  La Water Resourses Authority corrió el último tranvía en San Juan (y en Puerto Rico) la noche del lunes 30 de septiembre de 1946.

### El último trolley
Contrario a la creencia popular y según historiadores, el último tranvía nunca llegó al Parque Barbosa de Ocean Park, sino que un empresario compró un vagón remanente, lo instaló en el Parque y lo operó como restaurante llamadolo «El Último Trolley». Ya el vehículo no está allí, pero el sector sigue llamándose así.

## Proyectos
En Puerto Rico se proyecta una red de tranvía entre el Viejo San Juan y la estación del Tren Urbano Sagrado Corazón en Santurce.